# Pachypasa limosa
Pachypasa limosa is een vlinder uit de familie spinners. De wetenschappelijke naam is voor het eerst geldig gepubliceerd in 1827 door de Villiers.
De soort komt voor in Europa.